# Crillon-le-Brave
Crillon-le-Brave település Franciaországban, Vaucluse megyében. Lakosainak száma 489 fő (2022. január 1.). Crillon-le-Brave Bédoin, Malaucène, Modène és Saint-Pierre-de-Vassols községekkel határos.

## Népesség
A település népességének változása:
| Lakosok száma | 470  | 475  | 496  | 470  | 472  | 475  | 479  | 484  | 489  |
|               | 2013 | 2015 | 2016 | 2017 | 2018 | 2019 | 2020 | 2021 | 2022 |